# 20 Years of Jethro Tull
20 Years of Jethro Tull – box set zespołu Jethro Tull wydany na jego dwudziestolecie przez Chrysalis Records w 1988. 20 Years of Jethro Tull wydano na 3 płytach CD oraz na 5 gramofonowych.

## Wydanie CD

### CD 1
1. "Song for Jeffrey" – 2:47 (BBC Sessions)
2. "Love Story" – 2:43 (BBC Sessions)
3. "Fat Man" – 2:55 (BBC Sessions)
4. "Bourée" – 4:04 (BBC Sessions)
5. "Stormy Monday Blues" – 4:05 (BBC Sessions)
6. "A New Day Yesterday" – 4:19 (BBC Sessions)
7. "Cold Wind To Valhalla" – 1:32
8. "Minstrel In The Gallery" – 2:08
9. "Velvet Green" – 5:52
10. "Grace" – 0:33
11. "Jack Frost and The Hooded Crow" – 3:20
12. "I'm Your Gun" – 3:18
13. "Down At The End Of Your Road" – 3:30
14. "Coronach" – 3:52
15. "Summerday Sands" – 3:45
16. "Too Many Too" – 3:27
17. "March The Mad Scientist" – 1:47
18. "Pan Dance" – 3:24
19. "Strip Cartoon" – 3:16
20. "King Henry's Madrigal" – 2:58
21. "A Stitch In Time" – 3:38
22. "17" – 3:07
23. "One for John Gee" – 2:04
24. "Aeroplane" – 2:16
25. "Sunshine Day" – 2:26

### CD 2
1. "Lick Your Fingers Clean" – 2:47
2. "The Chateau D'Isaster Tapes" – 11:09
3. "Beltane" – 5:17
4. "Crossword" – 3:34
5. "Saturation" – 4:23
6. "Jack-A-Lynn" – 4:41
7. "Motoreyes" – 3:39
8. "Blues Instrumental (Untitled)" – 5:15
9. "Rhythm In Gold" – 3:04
10. "Part Of The Machine" – 6:45
11. "Mayhem, Maybe" – 3:04
12. "Overhang" – 4:27
13. "Kelpie" – 3:32
14. "Living In These Hard Times" – 3:09
15. "Under Wraps 2" – 2:14
16. "Only Solitaire" – 1:28
17. "Salamander" – 2:49
18. "Moths" – 3:24
19. "Nursie" – 1:32

### CD 3
1. "Witch's Promise" – 3:50
2. "Bungle In The Jungle" – 3:33
3. "Farm on the Freeway" – 6:33
4. "Thick as a Brick" – 6:32
5. "Sweet Dream" – 4:32
6. "The Clasp" – 3:30
7. "Pibroch (Pee Break) / Black Satin Dancer" – 4:00
8. "Fallen on Hard Times" – 3:59
9. "Cheap Day Return" – 1:22
10. "Wond'ring Aloud" – 1:58
11. "Dun Ringill" – 3:00
12. "Life's a Long Song" – 3:17
13. "One White Duck / 010 = Nothing at All" – 4:37
14. "Songs from the Wood" – 4:29
15. "Living in the Past" – 4:07
16. "Teacher" – 4:43
17. "Aqualung" – 7:43
18. "Locomotive Breath" – 6:00

## Wydanie na płytach gramofonowych

### Płyta 1
- A
  1. "Song For Jeffrey"
  2. "Love Story"
  3. "Fat Man"
  4. "Bourée"
  5. "Stormy Monday Blues"
  6. "A New Day Yesterday"
- B
  1. "Cold Wind To Valhalla"
  2. "Minstrel In The Gallery"
  3. "Velvet Green"
  4. "Grace"
  5. "The Clasp"
  6. "Pibroch (Pee Break) / Black Satin Dancer (Instrumental)"
  7. "Fallen On Hard Times"

### Płyta 2
- A
  1. "Jack Frost And The Hooded Crow"
  2. "I'm Your Gun"
  3. "Down At The End Of Your Road"
  4. "Coronach"
  5. "Summerday Sands"
  6. "Too Many Too"
  7. "March The Mad Scientist
- B
  1. "Pan Dance"
  2. "Strip Cartoon"
  3. "King Henry's Madrigal"
  4. "A Stitch In Time"
  5. "17"
  6. "One For John Gee"
  7. "Aeroplane"
  8. "Sunshine Day"

### Płyta 3
- A
  1. "Lick Your Fingers Clean"
  2. "The Chateau D'Isaster Tapes"
    - a) "Scenario"
    - b) "Audition"
    - c) "No Rehearsal"

  3. "Beltane"
  4. "Crossword"
- B
  1. "Saturation"
  2. "Jack-A-Lynn"
  3. "Motoreyes"
  4. "Blues Instrumental (Untitled)"
  5. "Rhythm In Gold"

### Płyta 4
- A
  1. "Part Of The Machine"
  2. "Mayhem, Maybe"
  3. "Overhang"
  4. "Kelpie"
  5. "Living In These Hard Times"
  6. "Under Wraps 2"
- B
  1. "Only Solitaire"
  2. "Cheap Day Return"
  3. "Wond'ring Aloud"
  4. "Dun Ringill"
  5. "Salamander"
  6. "Moths"
  7. "Nursie"
  8. "Life's A Long Song"
  9. "One White Duck / 010 = Nothing At All"

### Płyta 5
- A
  1. "Songs From The Wood"
  2. "Living In The Past"
  3. "Teacher"
  4. "Aqualung"
  5. "Locomotive Breath"
- B
  1. "Witch's Promise"
  2. "Bungle In The Jungle"
  3. "Farm On The Freeway"
  4. "Thick As A Brick"
  5. "Sweet Dream"